# Preußen-Wacker Magdeburg
Der SC Preußen-Wacker Magdeburg war ein deutscher Fußballverein aus Magdeburg, der kurzzeitig von 1918 bis 1919 existierte. Die Ende des Ersten Weltkrieges entstandene Kriegsspielgemeinschaft entstand aus einem Zusammenschluss des Magdeburger SC Preußen 1899 und des FC Wacker Magdeburg. Die KSG agierte in der Zeit ihres Bestehens innerhalb des  Verbandes Mitteldeutscher Ballspiel-Vereine  in der Meisterschaft des Bezirkes Mittelelbe. 
Auf sportlicher Ebene gewann Preußen-Wacker Magdeburg bereits in ihrer Auftaktsaison die Meisterschaft im Bezirk Mittelelbe. In der damit verbundenen Qualifikation zur Mitteldeutschen Meisterschaft setzte sich die KSG zunächst im Viertelfinale mit 1:0 gegen Germania Halberstadt durch, scheiterte im Halbfinale am dreifachen deutschen Meister VfB Leipzig aber deutlich mit 1:9. Im Jahr 1919 wurde die Fusion beider Clubs wieder gelöst.

## Statistik
- Teilnahme Endrunde VMBV: 1918/19 (HF)